# Людовик III (король Франції)
Людовик III (фр. Louis III, між 863 та 865 — 5 серпня 882) — король Західного Франкського королівства із династії Каролінгів, який правив разом із своїм братом Карломаном II.

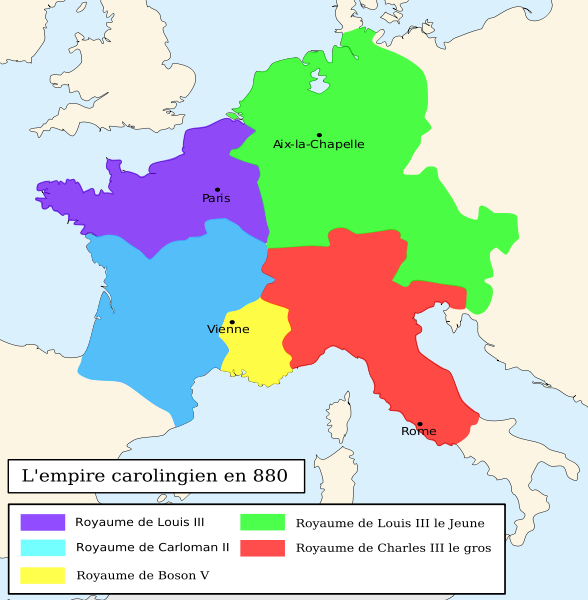
Каролінзька імперія 880 року за Рібемоном. Володіння Людовика III показано темно-синім забарвленням

Людовик III був сином Людовика II Заїки та Ансгарди Бургундської. Батько назвав його єдиним спадкоємцем, віддавши під опіку Бернару Овернському, зв'язаному з Гуго Абатом та Бозоном Прованським.
Коронація та висвячення Людовика та його молодшого брата Карломана відбулася поспіхом у вересні 879 року в абатстві святих Петра та Павла у Феррієрі поблизу від Монтаржі. Церемонію здійснив архієпископ Сану Ансегіз. Квапливість пояснювалася тим, що брати не допустили до влади Гуго, сина Лотара II Лотаринзького. 880 року відбувся поділ спадщини. Людовик отримав Нейстрію, а Карломан західну частину Бургундії, Аквітанію та Септиманію.
Щоб зберегти мир та для об'єднання зусиль проти вікінгів братам довелося поступитися своєю частиною Лотарингії двоюрідному брату Людовику III Молодшому, який захопив її, порушивши Мерсенську угоду. Їм довелося боротися за Бургундію зі своїм дядьком Бозоном В'єннським, який оголосив себе королем відновленого Бургундського королівства, що включало також Прованс. 880 року брати пішли походом на Бозона й підступили до міста Макон. Їм вдалося здобути перемогу під Креш-сюр-Сон і заволодіти Маконським графством.

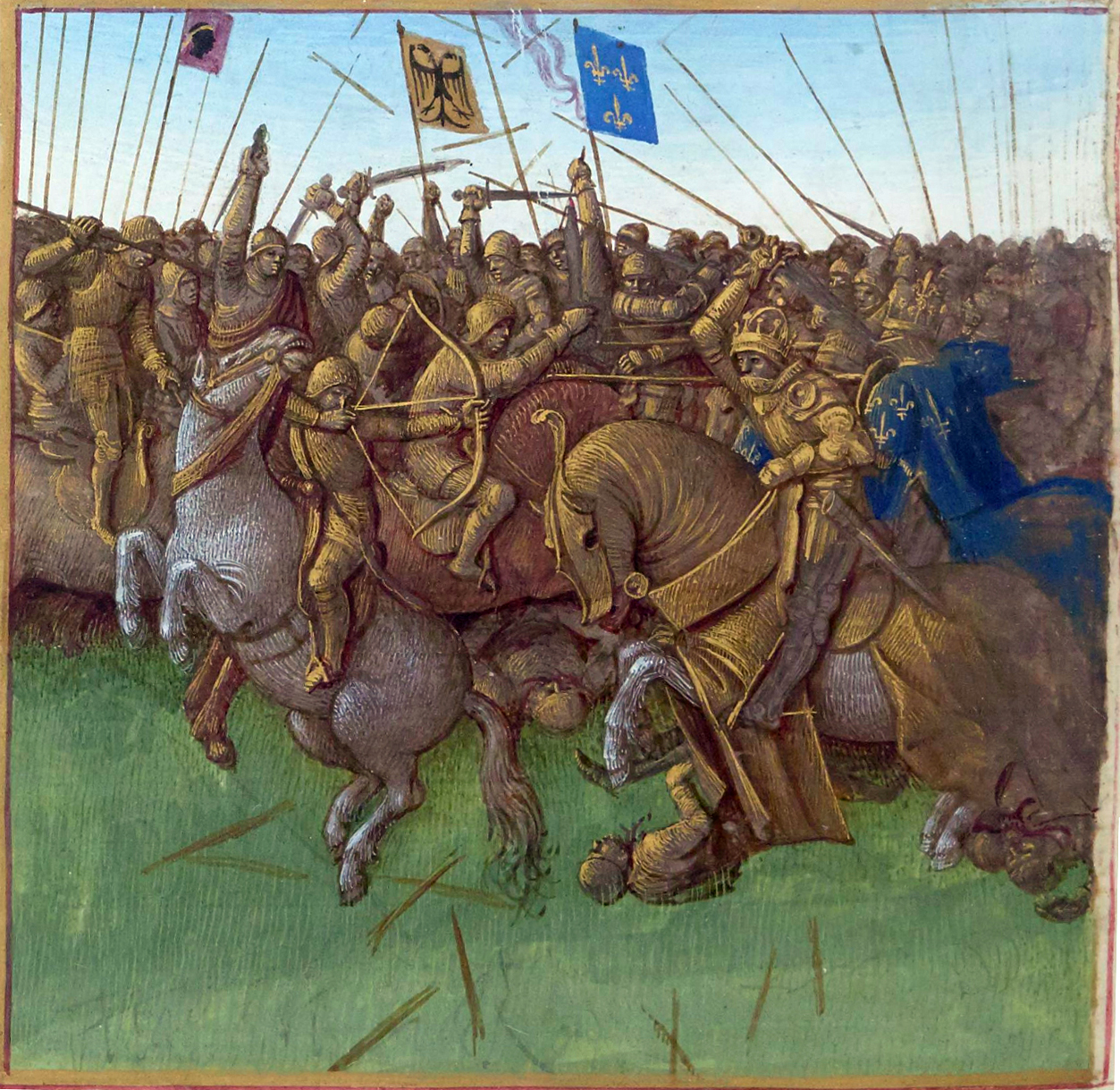
Перемога Людовика III та Карломана II над вікінгами 879 року. Картина Жана Фуке

Напади вікінгів спустошували королівство і братам доводилося давати їм відсіч. 879 року вікінги добралися до В'єнна, але війська Людовика та Карломана здобули над ними гучну перемогу. 881 року Людовик III переміг у битві при Сокур-ан-Віме, де загинуло близько 8 тисяч вікінгів. Ця подія оспівана в Ludwigslied або «пісні про Людовика», написаній старо-верхньо-німецькою мовою.
Людовик III убився 5 серпня 882 року. Йому було десь близько 18 років. Він гримнувся головою до одвірка й упав з коня, переслідуючи дівчину, яка втікала від нього у будинок батька. Його поховали в абатстві Сен-Дені. Карломан II залишився єдиним королем.

## Виноски
1. ↑  Généalogie de Louis III sur le site Medieval Lands. Архів оригіналу за 1 грудня 2017. Процитовано 2 листопада 2013.
2. ↑  Nelson 1994, p. 276.
3. ↑  Annales de Saint-Bertin, 880, стор. 221.
4. ↑  Charles du Fresne, sieur du Cange, Histoire de l'état de la ville d'Amiens et de ses comtes [Архівовано 4 листопада 2013 у Wayback Machine.], 1840, p. 46.
5. ↑  Laurent Theis, L'Héritage des Charles de la mort de Charlemagne aux environs de l'an mil, 1990, p. 115.
6. ↑  BnF — Jean Fouquet. Архів оригіналу за 6 листопада 2013. Процитовано 2 листопада 2013.
7. ↑  Mémoires de la Société des antiquaires de Picardie [Архівовано 4 листопада 2013 у Wayback Machine.], 1861, p. 43.
8. ↑  Philippe Le Bas, L'Univers, histoire et description de tous les peuples — Dictionnaire encyclopédique de la France [Архівовано 4 листопада 2013 у Wayback Machine.], tome 10, 1843, p. 339.
9. ↑  " Il poursuivait par jeu une jeune fille alors qu'elle s'enfuyait vers la maison de son père ". Nelson, p=277.